# Paniers

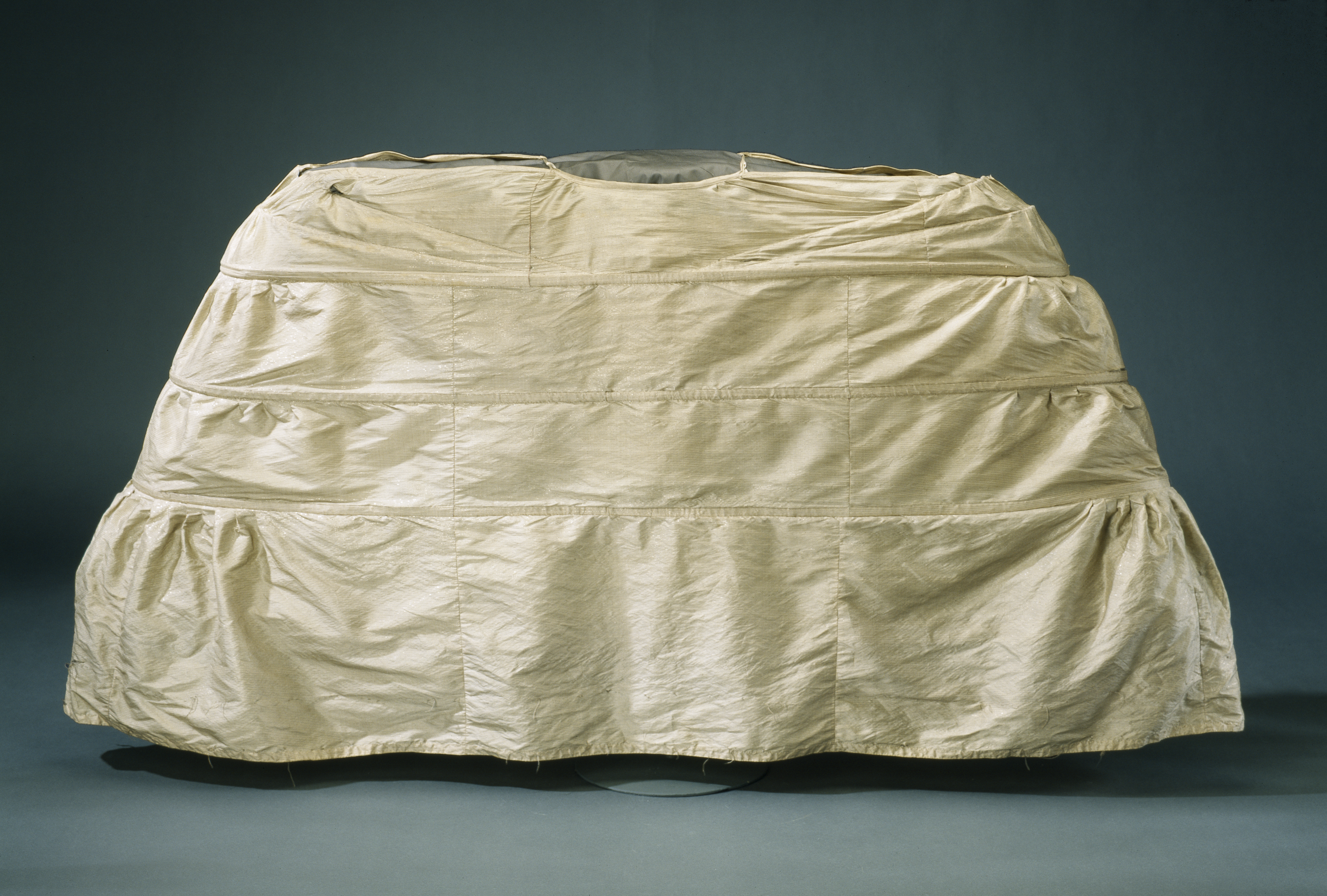
Drottning Sofia Magdalenas paniers, som användes under hennes kröningsdräkt.

Släp som tillhör Lovisa Ulrikas kröningsklänning - Livrustkammaren - 36896

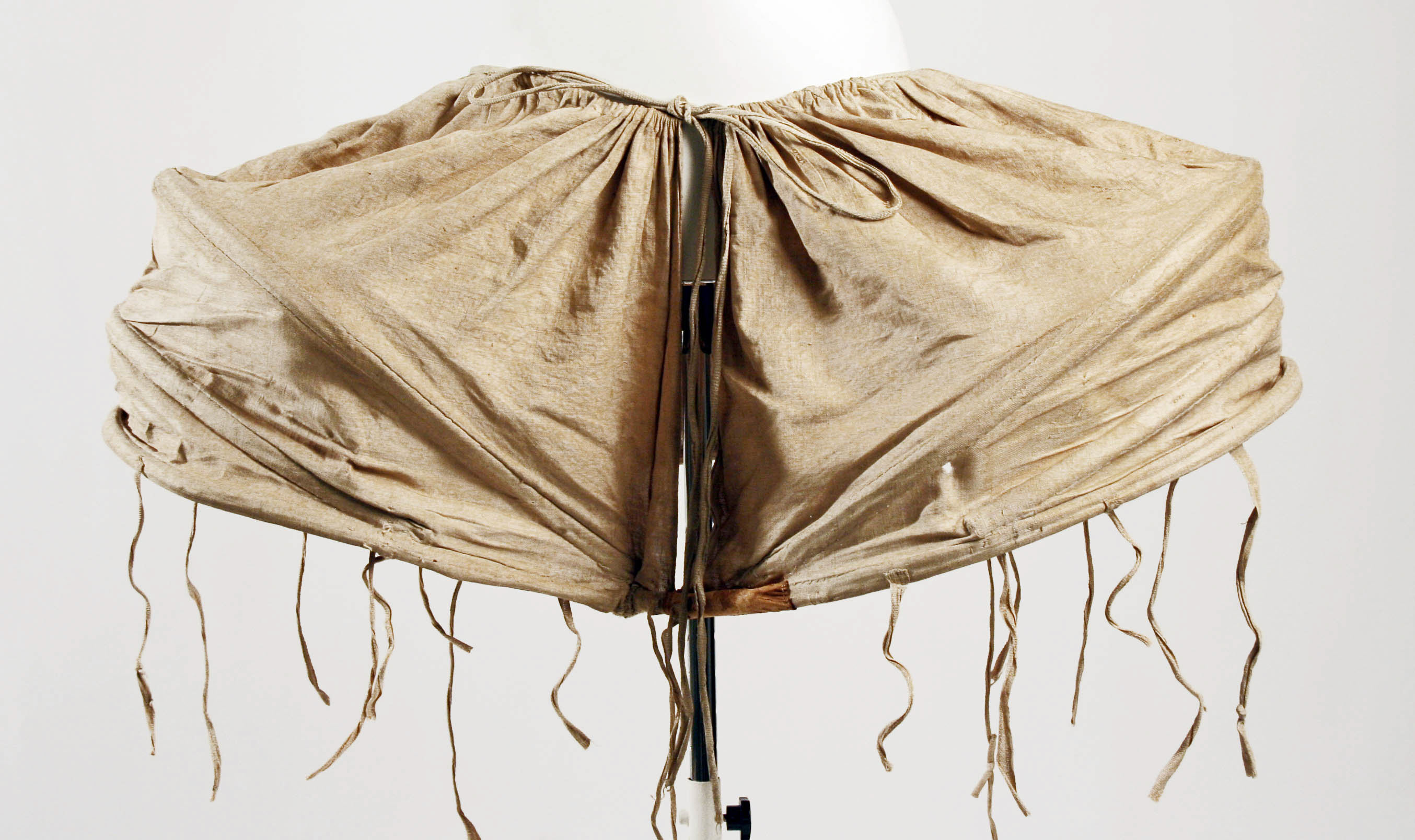
Hoops MET 26.56.52 F

Panier[uttal saknas], även kallad pocher eller styvkjol, var ett underplagg under 1700-talet med syfte att föra ut kjolvidden ut åt sidorna över höfterna. Till skillnad från 1800-talets krinolin bredde den ut sig endast åt sidorna och var platt på framsidan och baksidan. Paniererna var moderna från cirka 1720 till 1780.

## Historia
Föregångaren till panierstyvkjolen var den spanska vertugallen, som hade varit modern under 1500-talet. När vertugallen blev omodern under 1620-talet, fortsatte den att användas i Spanien. 
Det finns flera olika historier om hur den spanska styvkjolen, nu i form av paniers, återigen spred sig från Spanien till resten av Europa. En välkänd historia är den om hur en skådespelerska i Paris uppträdde i spansk styvkjol, och att den gjorde en sådan succé att den upptogs i det franska modet, som då följdes av resten av Europa. Den spanska styvkjolen i form av paniers blev återigen modern i Frankrike och övriga Europa efter Ludvig XIV:s död 1715. En fransk prins, Filip V, hade då ärvt den spanska tronen, och det spanska och franska modet närmade sig då varandra. 
Mellan cirka 1715 och 1780 var styvkjolen en självklar del av basen i den kvinnliga modedräkten. Cirka 1780 blev styvkjolen omodern och användes därefter enbart till galaklädseln robe de cour, och 1790 försvann de även ur högtidsdräkter. 
I Sverige nämndes paniern i överflödslagarna; år 1746 utfärdades det en förordning om att "styvkjortlar" inte fick vara "vidare men väl smalare än 4,5 alnar nedtill".

### Konstruktion och form
Den kallades i Frankrike för panier, korg. Den bestod av en underkjol benad med fiskben eller liknande material. Till att börja med var panieren cirkelrund, eftersom den hade varit trumformad när den sist varit modern 1620 och denna form bevarats i Spanien, och den fortsatte att vara rund som en klocka till in på 1730-talet. Under 1730-talet blev panieren dock platt på framsidan och baksidan, och den stod i fortsättningen ut endast på sidorna över höfterna. 
Styvkjolen växte till sitt största omfång under 1740- och 50-talen, och började sedan krympa. Även skörten i männens rock och väst påverkades av detta och följde samma utveckling, då även de var vida och styvnade och som störst under 1740- och 50-talet, innan de krympte bort på 1760-talet. 
Omkring 1750 omvandlades styvkjolen till sin konstruktion: istället för en sammanhängande benad underkjol bestod den nu av två tygklädda ställningar som knöts fast över höfterna. Dessa kallades för pocher, efter de löstagbara fickor som användes under denna tid och som också knöts fast om midjan under klänningen. 

## Bilder

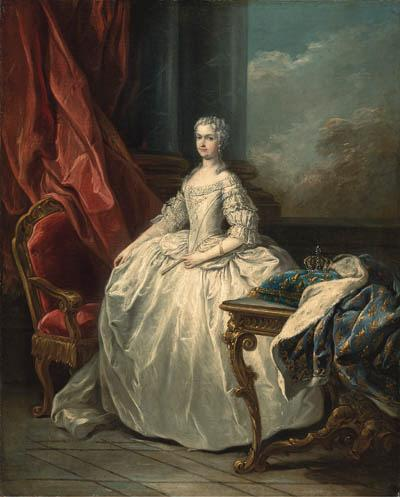
Marie Leczinska i 1720-talets cirkelrunda paniers.
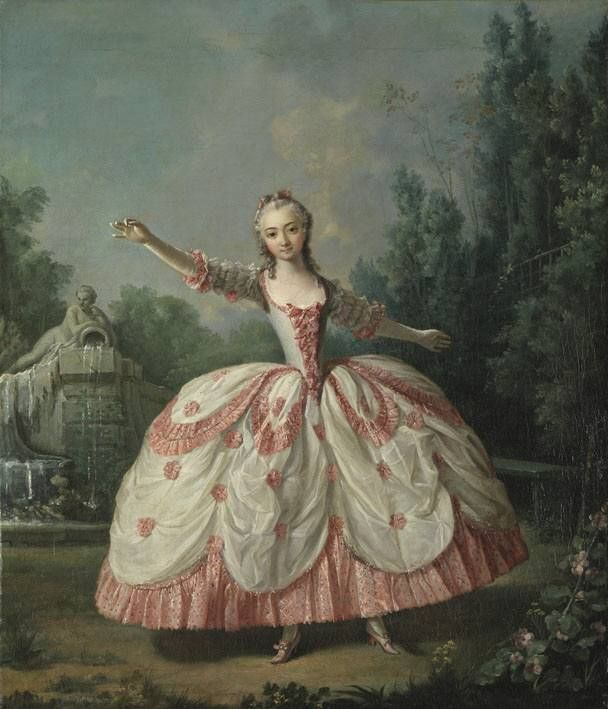
Marianne Cochois i paniers.
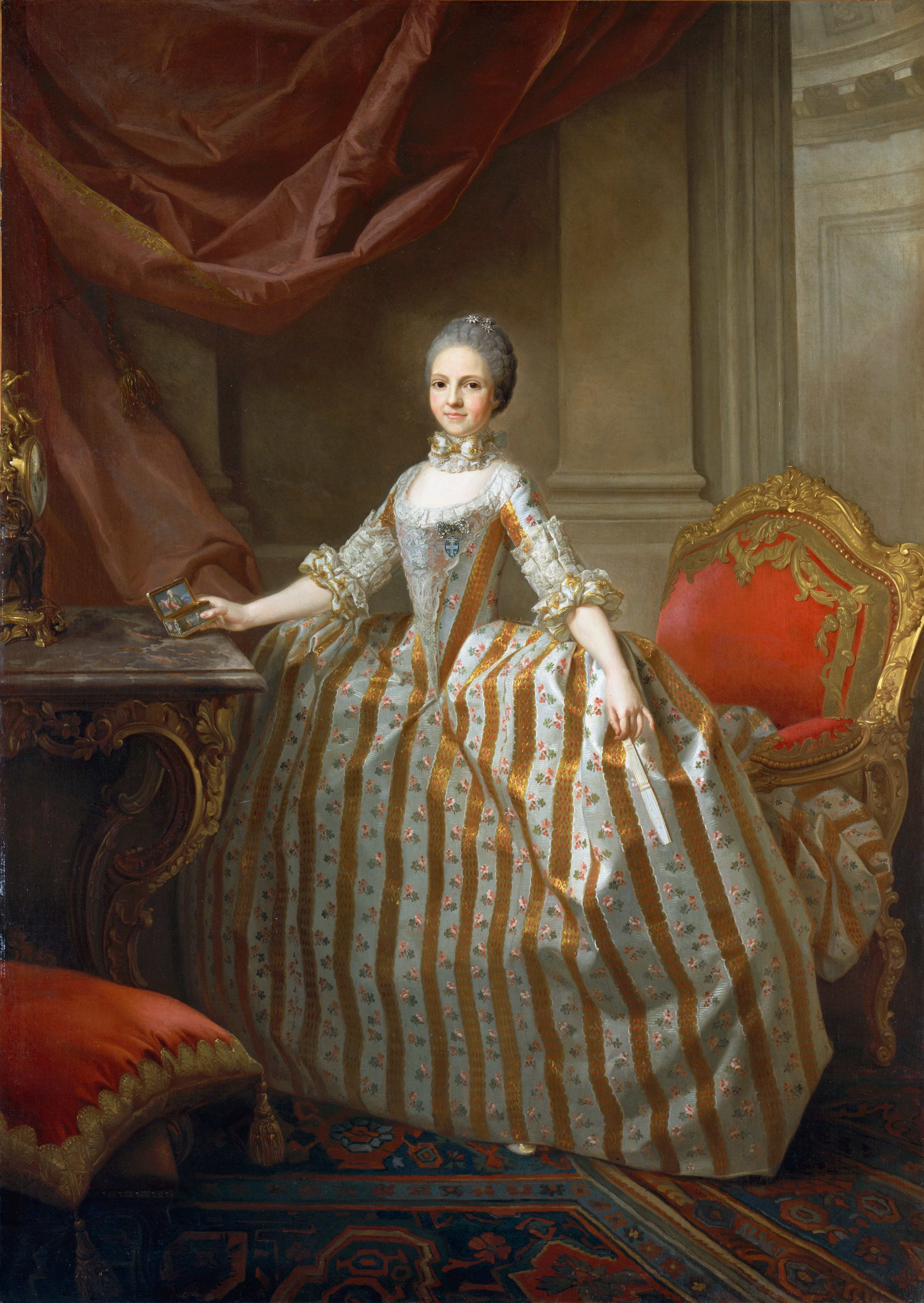
Marie-Louise-de-Parme-PECHEUX
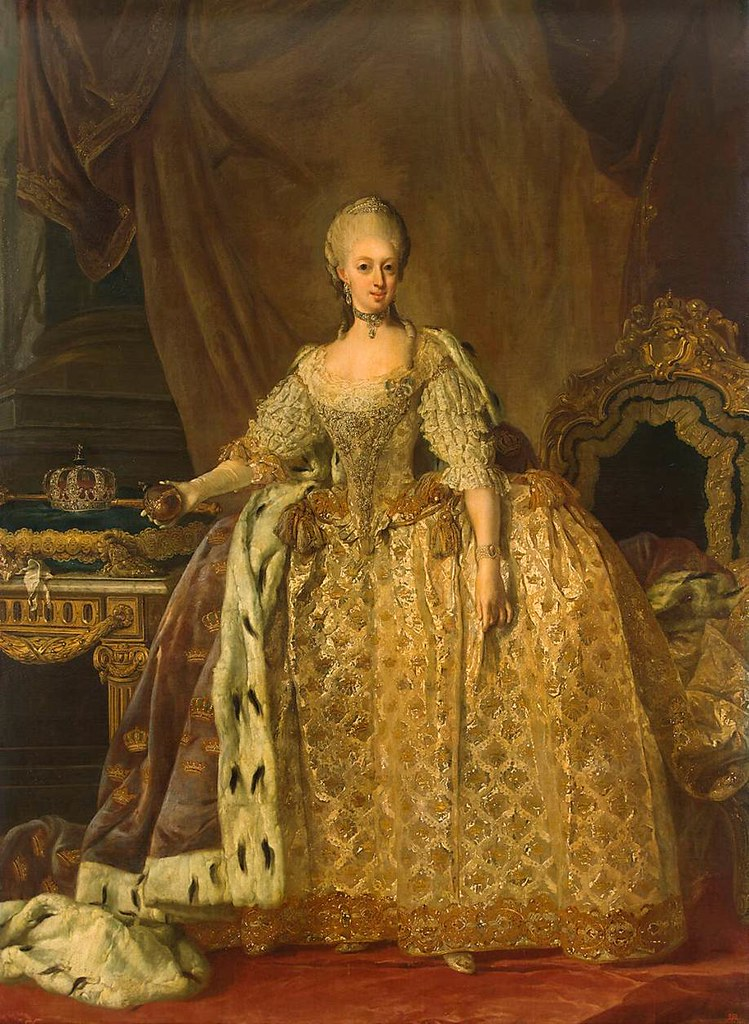
Drottning Sofia Magdalena i sin kröningsdräkt från 1772 med paniers; utbredda endast åt sidorna, med slät front och baksida.
Kjol till Hedvig Elisabeth Charlottas brudklänning 1774. Livrustkammaren.